# بیتکووو (شهرستان گووداپ)
بیتکووو (به لهستانی:  Bitkowo) یک روستا در لهستان است که در گمینا گووداپ واقع شده‌است.